# ژان-میشل آتلان
ژان-میشل آتلان (انگلیسی: Jean-Michel Atlan; ۲۳ ژانویهٔ ۱۹۱۳ – ۱۲ فوریهٔ ۱۹۶۰) نقاش و هنرمند اهل فرانسه بود.

## زندگی‌نامه
ژان-میشل یهودی الجزایری بود که در ۲۳ ژانویه ۱۹۱۳ در قسنطینه، الجزایر فرانسه متولد شد و در ۱۹۳۰ به پاریس رفت. او در رشته فلسفه) در دانشگاه پاریس تحصیل کرد.
وی در ۱۲ فوریه ۱۹۶۰ درگذشت و مقبره وی در گورستان مون‌پارناس است.